# Маріо Царевич
Маріо Царевич (хорв. Mario Carević, нар. 18 березня 1982, Макарська) — хорватський футболіст, що грав на позиції півзахисника. По завершенні ігрової кар'єри — тренер. З 2023 року очолює тренерський штаб команди «Шибеник».
Виступав, зокрема, за клуб «Хайдук» (Спліт), з яким став дворазовим чемпіоном Хорватії та володарем Кубка Хорватії, а також провів один матч за національну збірну Хорватії.

## Клубна кар'єра
Народився 18 березня 1982 року в місті Макарська. Вихованець футбольної школи клубу «Хайдук» (Спліт). Спочатку грав у юніорських командах клубу, а в сезоні 1999/00 приєднався до основної команди. Він дебютував у Першій лізі під керівництвом тренера Івиці Матковича 22 квітня 2000 року в матчі проти «Загреба» (5:0). У тому сезоні він зіграв ще один раз і допоміг «Хайдуку» здобути перемогу в Кубку Хорватії, а наступного року — чемпіона країни. 10 жовтня 2001 року в матчі проти «Помораця» (3:0) Царевич забив свій перший гол у чемпіонаті, а за весь сезон 2001/02 забив ще 3 м'ячі, «Хайдук» став віце-чемпіоном країни, програвши золоті нагороди «Загребу». У сезоні 2002/03 «Динамо» виграло національний чемпіонат, а Царевич вдруге поспіль допоміг «Хайдуку» стати віце-чемпіоном і виграти Кубок Хорватії. У сезоні 2003/04 сплітці після 2-річної перерви нарешті знову стали чемпіоном країни.
Сезон 2004/05 Царевич розпочав у складі «Хайдука», але потім на запрошення хорватського тренера Томислава Івича перейшов у саудівський «Аль-Іттіхад». Царевич там не грав, і незабаром покинув цей клуб. Деякий час він не міг приєднатися до нового клубу, тому що у багатого президента клубу не було ні часу, ні бажання оформляти документи для виїзду молодого хорвата з країни. Сам Царевич описав цю ситуацію як ув'язнення в золотій клітці, тому що йому все ще належно платили за його (не)гру.
Влітку 2005 року підписав контракт з німецьким «Штутгартом». У новій команді Царевич програв конкуренцію за місце в команді таким гравцями як Томас Гітцльшпергер, Звонимир Сольдо та Фернанду Мейра, тому дебютував у Бундеслізі лише в 10-му турі 23 жовтня 2005 року в гостьовому матчі проти «Байєра 04» і за весь сезон 6 разів зіграв у лізі, 1 раз у Кубку Німеччини та 3 рази в Кубку УЄФА. Не маючи шансів зіграти, у серпні 2006 року був відданий в оренду у «Хайдук» (Спліт), де провів сезон 2006/07.
У 2007 році Царевич перейшов у бельгійський «Локерен» і дебютував 11 серпня 2007 року в матчі проти «Андерлехта» (0:1). У «Локерені» він виступав у стартовому складі 3 сезони.
У 2010 році Царевич став гравцем іншого місцевого клубу «Кортрейк», за який дебиував 28 серпня в матчі проти льєзького «Стандарда». На сезон 2011/12 був орендований ізраїльському «Маккабі» (Петах-Тіква), але за його результатами команда вилетіла з вищого дивізіону і хорват повернувся у Бельгії, провівши там ще один сезон у статусі запасного гравця. Через це влітку 2013 року з ним не продовжили контракт у «Кортрейку» і Маріо пів року залишався без клубу.
Завершив ігрову кар'єру у словенській команді «Крка», за яку виступав протягом 2014 року.

## Виступи за збірні
1998 року дебютував у складі юнацької збірної Хорватії (U-15), загалом на юнацькому рівні взяв участь у 19 іграх, відзначившись 2 забитими голами.
Протягом 2001—2004 років залучався до складу молодіжної збірної Хорватії, з якою брав участь у молодіжному чемпіонаті Європи 2004 року в Німеччині, де Хорватія посіла останнє місце в групі, набравши лише одне очко. Всього на молодіжному рівні зіграв у 19 офіційних матчах.
9 лютого 2003 року провів свій єдиний матч у складі національної збірної Хорватії, вийшовши на заміну замість Даріо Смоє на 78 хвилині товариського матчу з Македонією (2:2).

## Кар'єра тренера
По завершенні ігрової кар'єри залишився у клубі «Крка», де працював помічником головного тренера.
У вересні 2018 року Царевич приєднався до свого колишнього клубу «Хайдук» (Спліт), цього разу як асистент тренера, у складі новопризначеного тренерського штабу під керівництвом Зорана Вулича. Втім вже наприкінці листопада 2018 року Вулич був звільнений, і Царевич також залишив клуб.
1 травня 2019 року після відходу Крешимира Сунари Царевич був призначений головним тренером «Хрватського Драговоляца». Він залишив клуб у наступному місяці після чотирьох ігор на посаді голови, маючи на рахунку одну перемогу, одну нічию та дві поразки. Через місяць після відходу з «Хрватського Драговоляца» він став помічником головного тренера Огнена Вукоєвича в тренерському штабі юнацької збірної Хорватії U-20.
У вересні 2020 року Царевич був призначений головним тренером «Рудеша», який виступав у Другій лізі. Його було звільнено 22 березня 2021 року, оскільки клуб фактично втратив можливість підвищитись у класі і на той момент був п'ятим.
17 червня 2021 року Царевич став головним тренером «Вараждина», але вже у вересні він був звільнений з посади головного тренера лише після шести ігор. Того ж місяця він повернувся до Словенії, щоб очолити «Крку».
Розпочав тренерську кар'єру, повернувшись до футболу після невеликої перерви, 2020 року, очоливши тренерський штаб клубу «Рудеш», де пропрацював з 2020 по 2021 рік.
У липні 2023 року очолив тренерський штаб команди «Шибеник».
| Дата     | Місто           | Господарі | Результат | Гості              | Турнір         | Голи | Примітки |
| -------- | --------------- | --------- | --------- | ------------------ | -------------- | ---- | -------- |
| 9-2-2003 | Шибеник (місто) | Хорватія  | 2 – 2     | Північна Македонія | Trofej Marjana | -    |          |
| Усього   |                 | Матчів    | 1         |                    | Голів          | 0    |          |

## Титули і досягнення
- Чемпіон Хорватії (2):

«Хайдук» (Спліт): 2000/01, 2003/04
- Володар Кубка Хорватії (1):

«Хайдук» (Спліт): 2002/03